# Зидуриле (Арђеш)
Зидуриле (рум. Zidurile) насеље је у Румунији у округу Арђеш у општини Мозачени. Oпштина се налази на надморској висини од 181 m.

## Становништво
Према подацима из 2002. године у насељу је живело 241 становника, од којих су сви румунске националности.